# Lygodactylus conradti
Lygodactylus conradti är en ödleart som beskrevs av  Paul Matschie 1892. Lygodactylus conradti ingår i släktet Lygodactylus och familjen geckoödlor. Inga underarter finns listade i Catalogue of Life.